# Remetea Mică, Timiș
Remetea Mică, mai demult Remetea Germană, alternativ Remetea Nemțească (1924), (în  germană Königshof, în dialectul șvab Kinichshof, în maghiară Németremete, în trad. "Remetea Nemțească", în sârbă Мали Ремете, Mali Remete, în ucraineană Малі Ремети sau Реметя-Міке) este un sat în comuna Mașloc din județul Timiș, Banat, România.

## Etimologie
La înființarea sa, localitatea a fost numită Königshof, după Anton von König, referendar al împărătesei Maria Terezia. În cadrul procesului de maghiarizare, satul a primit la sfârșitul secolului al XIX-lea denumirea oficială de Németremete. După unirea cu România, denumirea oficială a devenit mai întâi Remetea Germană, apoi Remetea Mică.

## Istorie
Un loc numit Remethe este menționat în documente încă din 1332. 
Localitatea Remetea Mică a fost înființată în timpul celui de-al doilea val de colonizare germană, în perioada domniei reginei Maria Tereza. În anul 1773, satele Königshof și Greifenthal au fost construite de Karl-Samuel Neumann Edler von Buchholt, funcționar la oficiul sării din Lipova, pe ruinele Remethei, distrusă după ocupația otomană, cu coloniști germani. La înființare, Königshof avea 30 de case. În 1783, locuitorii din Greifenthal au fost relocați în Königshof din cauza tulburărilor provocate de populația satelor vecine, Fibiș și Bencecu de Jos. Numărul locuitorilor din Königshof a ajuns astfel la 600 de persoane. Numărul populației germane a crescut, ulterior, semnificativ datorită migrației interne. Migrații masive au avut loc în anul 1908 și în perioada 1936-1938.
În anul 1790, localitatea a fost cumpărată de István Latzkovits de Lőrincz-Kátai de la Trezorerie. István Latzkovits a deținut proprietatea până în 1853, când a vândut o parte către János Görgey din Görgő, iar cealaltă parte fiind vândută în 1859.
Până la Unirea Banatului cu România, facea parte din comitatul Timiș, districtul Lipova. 
La data de 4 iunie 1920, Banatul a fost împărțit în trei părți în urma Tratatului de la Trianon. Cea mai mare parte, cea estică, în care se afla și Németremete, a revenit Regatului României.
În urma Acordului dintre Waffen-SS și guvernul Antonescu din 12 mai 1943, încheiat între România și Germania nazistă, toți bărbații de etnie germană, care erau apți de serviciu militar, au fost încorporați în armata germană. Înainte de încheierea războiului, în ianuarie 1945, a avut loc deportarea tuturor femeilor de etnie germană în vârstă de 18 până la 30 de ani și a bărbaților în vârstă de 16 până la 45 de ani în Uniunea Sovietică pentru muncă de forțată.
La data de 23 martie 1945, Legea Reformei Agrare, care prevedea exproprierea fermierilor de etnie germană din România, a privat populația rurală de mijloacele de trai. Pământurile confiscate au fost distribuite către micii fermieri, lucrătorii agricoli și coloniști din alte regiuni ale țării. La începutul anilor 1950, a fost inițiat procesul de colectivizare a agriculturii.
În apropiere, în trecut, se aflau și satele Bosztos, Halmos și Olnos:

### Bosztos
În Evul Mediu, satul Bosztos se afla între Remetea Mică și Buzad și, în anul 1471, aparținea domeniului feudal Mácsalak (Mașloc) și aparținând comitatului Arad.

### Halmos
Satul Halmos se afla în zona unde se află astăzi pusta Hamoș și, în anul 1471, era considerat parte a domeniului Sződ.

### Olnos
Este posibil ca satul Olnos să fi existat în regiunea actualei localități Remetea Mare și amintirea lui să fie păstrată de râul Honoș. În anul 1452, acesta aparținea familiei Fejéregyházi, iar în anul 1500, aparținea familiei Országh.

## Obiective turistice
- Biserica romano-catolică - construită în anul 1818.